# Plozja
Plozja – nagłe otwarcie drogi dla powietrza przez narządy mowy pod ciśnieniem powietrza wypływającego z płuc. Plozja jest koniecznym elementem artykulacji spółgłosek zwartych. Zazwyczaj plozja następuje w miejscu artykulacji danej głoski, ale możliwa jest też plozja nosowa (otwarcie drogi do jamy nosowej, jak w wygłosie angielskiego button) lub plozja boczna (otwarcie drogi po bokach języka, jak w angielskim settler). Obecność lub brak plozji wpływa niekiedy na znaczenie wyrazu, na przykład w języku polskim "trzy" vs "czy" – w pierwszym wyrazie występuje plozja (z wyjątkiem dialektu małopolskiego), w drugim [t] i [ʃ] zlewają się w afrykatę.